# Андрусон Михайло Володимирович
Миха́йло Володи́мирович Андрусо́н (1917—1990) — лікар; доктор медичних наук (1971). Учасник другої світової війни. Відзначений бронзовою медаллю (1985) та Державною премією УРСР у галузі науки і техніки (1990, посмертно).

## З життєпису
Народився 1917 року в лепрозорії «Крутиє Руч'ї» під Ленінградом. Учасник нацистсько-радянської війни.
1949 року закінчив Харківський стоматологічний інститут. В 1949—1952 роках — клінічний ординатор Харківського інституту вдосконалення лікарів. Протягом 1953—1990 років — науковий співробітник, від 1959-го — завідуючий відділенням щелепно-лицьової хірургії. Від 1965 року — завідуючий клініки пластичної хірургії. В 1969—1989 роках — старший науковий співробітник та завідуючий відділенним відновної хірургії кисті Харківського НДІ ортопедії та травматології.
Досліджував проблеми лікування наслідків травм та термічних уражень методом шкірної пластики. Розробив та впровадив у практику низку оригінальних апаратів позаосередкової фіксації для лікування пошкоджень довгих кісток та суглобів кисті.
Опрацював оригінальні методики лікування пошкоджень сухожилків пальців кисті шляхом алопластики сухожилків лавсановими ендопротезами; шкірної пластики природжених та набутих деформацій опорно-рухового апарату, гранулюючих ран та трофічних виразок; операції усунення вроджених крилоподібних складок шиї; комбінованої шкірної пластики, методику оперативного усунення рубцевих деформацій кисті.
Серед робіт:
- «Вільна шкірна пластика при оперативному лікуванні рубцевих контрактур суставів кінцівок: методичні листки», 1967;
- «Шкірна пластика в комплексному лікуванні трофічних виразок нижніх кінцівок травматичного походження: методичні листки», 1968;
- «Раціональні способи лікування поєднуваних пошкоджень кістки: методичні рекомендації.», 1979;
- «Розвиток шкірної пластики і хірургії кістки»; 1982;
- «Відкриті пошкодженні кисті», 1983 (співавтор);
- «Наш спосіб оперативного усунення вроджених крилоподібних складок шиї»; 1990.

Лавреат Державної премії УРСР в галузі науки і техніки-1990 (посмертно) — «Організація хірургічної допомоги, розробка та впровадження нових методів лікування при пошкодженнях і захворюваннях кисті»; співавтори Біжко Іван Петрович, Васильєв Серафим Федорович, Гулай Альберт Михайлович, Данькевич Вадим Петрович, Колонтай Юрій Юлійович, Міхневич Олег Едуардович, Науменко Леонід Юрійович. Серед учнів М.В. Андрусона харківський хірург кисті Сергій Анатолійович Голобородько.
Помер 1990 року в Харкові.